# Nicèfor Basilaces
Nicèfor Basilaces (grec medieval: Νικηφόρος Βασιλάκης, Nikiforos Vassilakis), sovint esmentat simplement com a Basilaci (Βασιλάκιος, Vassilàkios), fou un general i aristòcrata romà d'Orient d'orígens armenis o paflagonis de la darreria del segle xi que el 1078/79 provà de derrocar l'emperador Nicèfor III Botaniates i fou derrotat per Aleix Comnè.
Basilaces, aleshores dux de Dirràquion, veié la seva oportunitat en el caos que envoltava la deposició de Miquel VII Ducas. Es feu fort a Tessalònica per esperar el resultat del conflicte entre els dos altres rivals pel tron, Nicèfor III i Nicèfor Brienni el Vell, amb la intenció d'actuar ràpidament per esclafar el guanyador abans que tingués temps de recuperar-se.
Entre les seves files hi havia veterans francs, esclavens, albanesos i grecs. Confiat en les seves habilitats i el seu coratge, creia que tenia la victòria al seu abast. Nicèfor III envià el seu millor general, Aleix Comnè, contra Basiliaci. Comnè reeixí el feu caure en un parany en un atac nocturn contra el campament imperial, a la riba del Vàrdar, a una trentena de quilòmetres de Tessalònica. Vençut, Basilaces fugí a Tessalònica, on provà de defensar la ciutat, però els seus propis soldats el lliuraren a Nicèfor III, que manà cegar-lo.